# 希臘拜占庭禮天主教希臘宗座代牧區
希臘拜占庭禮天主教希臘宗座代牧區（拉丁語：Exarchatus Apostolicus Graeciae）是一個東儀天主教宗座代牧區，屬希臘拜占庭禮天主教會。是該教會兩個現存的聖統之一。
代牧區於1932年6月11日，2009年有教友2,500人、三個堂區（雅典、伊亞尼察、錫羅斯島）、十一名司鐸。現任宗座代牧為Manuel Nin。